# Coco Linares
Santiago "Coco" Linares (San Luis de Cañete, 12 de octubre de 1955) es un guitarrista, compositor y director musical peruano.

## Biografía
Nació el 12 de octubre de 1955 en el distrito de San Luis, provincia de Cañete, uno de los enclaves de la cultura afroperuana. Proviene de una familia de tradición musical. Su primera participación musical fue en la Banda de Músicos de San Luis de Cañete. Estudió la especialidad de guitarra clásica en el Conservatorio Nacional de Música por seis años y por sus destacadas cualidades guitarrísticas fue nombrado profesor de nivel FAT (Formación Artística Temprana) mientras aún era estudiante de dicho centro. 
En 1978, fue invitado a dirigir la Orquesta Filarmónica de canal 5, siendo presentando por el destacado investigador y artista Nicomedes Santa Cruz. El mismo año, ganó el premio a Mejor Arreglista Joven.
Durante su periodo como director musical de Eva Ayllon, en 1993, fue director invitado de la Orquesta Sinfónica Nacional del Perú, acontecimiento histórico, al haber sido la primera vez en la historia de la música peruana en la que un director académico le entregaba la batuta a un director de música popular.
Asimismo, fue el director musical del primer disco compacto doble hecho en el Perú, Qué lindo es mi Perú, en el que dirigió a prácticamente todos los grandes artistas de la música criolla peruana, como Arturo "Zambo" Cavero, Oscar Avilés, Jesús Vásquez, Rafael Matallana, Pepe Vásquez, Cecilia Bracamonte, Cecilia Barraza, entre otros. 
Linares también ha sido director musical de otros reconocidos artistas peruanos, como Pepe Vásquez y Julie Freundt. No obstante, la artista con la que ha trabajado más tiempo como director musical ha sido Cecilia Barraza, llegando a ser el director musical de sus discos Alborotando (1997) y Con Candela (2001).
Asimismo, mientras seguía siendo el director musical de la reconocida cantante, fue parte de los programas televisivos Mediodía criollo, Lo Nuestro y Corazón Peruano como guitarrista y director musical.
Linares también lidera la propuesta musical Orquesta Mammayé desde su fundación en la década de 1980 hasta la actualidad, la cual representa uno de sus mayores aportes a la música peruana, al fusionar el son cubano con la música afroperuana.
En 2013 realizó los arreglos musicales de dos conciertos en homenaje a Chabuca Granda en Estados Unidos.
En 2015 fue reconocido por el Ministerio de Cultura como «Personalidad meritoria de la cultura».